# Farasmanes III
Farasmanes III (em georgiano: ფარსმან; romaniz.: P'arsman; em grego: Φαρασμάνης; romaniz.: Pharasmánēs; 131/4-182/5) foi um rei (mefe) do Reino da Ibéria que reinou de 132/5 a 182/5. Monarca de origens controversas, seu reinado de quase quarenta anos é muitas vezes esquecido pelas crônicas georgianas, que apenas o citam como um dos muitos soberanos que tiveram pouco impacto na história antiga da Geórgia. Por outro lado, as fontes estrangeiras demonstrem relações importantes com o Império Romano no tempo do imperador Antonino Pio (r. 138–161), que o recebeu em Roma durante uma visita diplomática.

## Nome
Farasmanes (Pharasmanes) ou Faresmanes (Pharesmanes) são as formas latinas do georgiano Farsmane (ფარსმან, P'arsman). Foi registrado em armênio como Farsmane (Փարսման, Pʼarsman) e em grego como Farasrianes (Φαρασριάνης, Pharasriánēs), Faresrianes (Φαρεσριάνης, Pharesriánēs) e Farasmanes (Φαρασμάνης, Pharasmánēs).

## Vida

### Origens
Não há consenso na historiografia a respeito da existência Farasmanes. Foi mencionado pela primeira vez pelo bispo Leôncio de Ruissi no século XI nas suas Crônicas georgianas, onde declara que era filho de Adão (Radamisto) e vários de seus herdeiros, incluindo Vacusti de Cártlia, Marie-Félicité Brosset e Cyril Toumanoff,  concordaram com ele neste assunto. Contudo, alguns, como Nodar Assatiani, o ignoram e substituem por certo Iodmangano (que foi vitaxa de Gogarena segundo Toumanoff), citado na Estela de Serapitis do século II. Na verdade, ela cita certo Iodmangano como "mestre da corte" do rei Xefarnugo e, segundo Assatiani, este Iodmangano também teria aderido ao trono. Outros, como Stephen H. Rapp, comparam Farasmanes III com a personagem homônima citada nessa estela como filho de Xefarnugo.
As origens de Farasmanes também são objeto de debate entre os historiadores. Leôncio de Ruissi o tratou como arsácida, descendente até a décima geração de Artaxias I (r. 90–78 a.C.). Embora Vacusti não conteste esta versão, Marie-Félicité Brosset corrige-a chamando-o de "cartlósida", como descendente de Cartão, eristavi da Cólquida. Finalmente, Cyril Toumanoff introduz outra teoria segundo a qual Farasmanes III era de fato, tal como os seus antepassados, um artaxíada descendente dos reis da Armênia.

### Crônica
As fontes primárias que falam de Farasmanes III não são muito ricas. Nas crônicas de Leôncio, lê-se: "Quando o neto de Farasmanes, o Bom, também chamado Farasmanes, cresceu, reinou, e depois dele, seu filho Amazaspo". Na versão armênia das crônicas (o manuscrito mais antigo conhecido), o relato é ligeiramente diferente e o nome do rei é omitido: "Este príncipe [Radamisto] morreu três anos depois, deixando um filho pequeno, com quem a esposa de Farasmanes governou a Geórgia. Depois dele, reinou Amazaspo seu neto". Farasmanes era o (único) filho de Radamisto (r. 130/2–132/5) e subiu ao trono após sua morte, enquanto ainda era menor (tinha um ano de idade segundo Stephen Rapp e Simon Kaoukhtchivili). Devido à sua idade, sua avó paterna Gadana, uma princesa arsácida da Armênia, assumiu temporariamente o comando da regência, até 146 (ou 143 segundo Cyril Toumanoff). O rei morreu após um reinado (minoridade não incluída) de trinta e nove anos, em 185 (ou 183 segundo Toumanoff). Guiorgui Melikichvili, que afirma que outro monarca teria reinado entre os dois, não concorda com Leôncio, que fez do seu filho Amazaspo II o seu sucessor direto. Ao mesmo tempo, William E. D. Allen, que o nomeou Xefarnugo e o fez sucessor do seu "parente" Farasmanes II, alegou que ele reinou em meados do século II, de 140 a 146.

### Relações com Roma
Além das crônicas georgianas, Farasmanes III é conhecido principalmente por fontes estrangeiras por uma famosa viagem que empreendeu a Roma durante o reinado de Antonino Pio (r. 138–161), provavelmente em 154. Este evento, narrado por Dião Cássio (LXX.15.3), foi provavelmente organizado com o objetivo de fortalecer as frágeis relações com o Império Romano que datam do reinado de Farasmanes II. Este último, inicialmente em boas relações com o imperador Trajano (r. 98–117), mudou sua posição com o seu sucessor, Adriano (r. 117–138). Os incidentes diplomáticos aumentaram entre os dois monarcas, mas assim que Farasmanes III chegou ao poder, decidiu mudar esta política.
O rei foi a Roma com sua corte e seu filho Amazaspo. Lá, depois de conversar com Antonino, se envolveu em exercícios militares com seus companheiros diante de altos dignitários romanos. Recebeu também o direito de sacrificar no Capitólio, o que era considerado um privilégio raro, enquanto uma estátua equestre do rei foi erguida no Templo de Belona e uma inscrição em homenagem à viagem foi colocada no Fórum Romano. Após esta acolhida, Roma devolveu à Ibéria os territórios da Geórgia Ocidental anexados durante o reinado de Adriano, estendendo assim os domínios ibéricos até ao Ponto Euxino, enquanto Misqueta se comprometeu então a permanecer “aliada e amiga” do Império Romano.
Júlio Capitolino, um dos alegados autores da controversa História Augusta, menciona que este Farasmanes era o mesmo que mantinha más relações com Adriano. Além disso, devido ao fato de Dião Cássio não dar qualquer indicação da diferença entre os dois reis, alguns historiadores georgianos, como Nodar Assatiani e Kalistrat Salia, seguem a tradição da História Augusta. Cyril Toumanoff corrige esta afirmação e é o primeiro a identificar Farasmanes III como o rei que foi para Roma. Seus colegas, incluindo Simon Kaoukhtchivili, seguiram seu exemplo, enquanto Stephen H. Rapp lembrou: "É curioso que a tradição historiográfica georgiana não recorde a visita de Farasmanes [III] à cidade de Roma, acontecimento destacado pelo historiador romano Dião Cássio."

## Família
Não se conhece o nome da esposa de Farasmanes III, no entanto, sabe-se que teve descendência. Segundo as crônicas georgianas, teve dois filhos:
- Amazaspo (falecido em 186/9), rei da Ibéria de 182/5 a 186/9;[10]
- uma filha, esposa de um rei arsácida da Armênia reinando em 186,[19] identificado como Vologases II por Cyril Toumanoff.[20]